# Григорівська сільська рада (Обухівський район)
| Григорівська сільська рада — колишній орган місцевого самоврядування у Обухівському районі Київської області з адміністративним центром у с. Григорівка. Історична дата утворення: в 1918 році. Водоймища на території, підпорядкованій даній раді: річка Красна. Сільській раді були підпорядковані населені пункти: - с. Григорівка - с. Гусачівка - с. Матяшівка |

## Склад ради
Рада складалася з 20 депутатів та голови.

### Керівний склад ради
| ПІБ                     | Основні відомості                                                                  | Дата обрання | Дата звільнення |
| ----------------------- | ---------------------------------------------------------------------------------- | ------------ | --------------- |
| Бранець Микола Іванович | Сільський голова, 1949 року народження, освіта, член Соціалістичної партії України | 26.03.2006   | 31.10.2010      |
| Бранець Микола Іванович | Сільський голова, 1949 року народження, освіта вища, безпартійний                  | 31.10.2010   |                 |

Примітка: таблиця складена за даними джерела